# Geometry Wars
Geometry Wars è una serie di videogiochi shoot 'em up con vista dall'alto, sviluppata da Bizzarre Creations dal 2003.
Lo scopo del gioco è quello di distruggere o sopravvivere a degli attacchi nello spazio; lo stile estetico scelto raffigura il mondo di gioco con forme geometriche e luci a neon.

## Sviluppo
Inizialmente nata come contenuto aggiuntivo nella serie Project Gotham Racing, venne poi separata dalla serie di corse per diventare stand-alone/indipendente e proseguire oltre la chiusura dei suoi creatori.
Negli anni/pubblicazioni sono state aggiunte sempre più idee, soggetti, e modalità di gioco.

## Serie principale
- Geometry Wars (2003), primo episodio della serie. È disponibile solo per Xbox ed è un minigioco presente in Project Gotham Racing 2, accessibile dal garage.
- Geometry Wars: Retro Evolved (2005), edizione rinnovata di Geometry Wars. All'inizio disponibile come demo di 4 minuti su Project Gotham Racing 3, in seguito è stato incluso su Xbox Live Arcade. Il gioco è stato reso disponibile anche per Windows XP e Windows Vista. Include la versione "classica" di Geometry Wars.
- Geometry Wars: Waves (2007), nuova versione disponibile solo su Project Gotham Racing 4. I nemici attaccano a ondate, non si hanno bombe e si ha una sola vita.
- Geometry Wars: Galaxies (2007), capitolo prodotto appositamente per le piattaforme Nintendo (Nintendo DS e Nintendo Wii); oltre alle piattaforme sono stati cambiati gli sviluppatori: mentre i primi 3 episodi erano della Bizzarre Creations, qui il produttore è Sierra. Si può anche giocare in due.
- Geometry Wars: Retro Evolved 2 (2008), secondo capitolo della serie distribuito sempre su XBox Live e comprende in tutto sei modalità di gioco
- Geometry Wars 3: Dimensions (2014), terzo capitolo della serie disponibile anche su PS3, PS4 e PC
- Geometry Wars 3: Dimensions Evolved (2016), update next gen, aggiunge 40 livelli nuovi.
- Geometry Survivor (2024) ultima iterazione in stile Vampire Survivors.[1]

### Dispositivi mobili
- Geometry Wars: Evolved (2005)
- Geometry Wars: Touch (2010), conversione di Retro Evolved 2